# Hot in the City
Hot in the City is een nummer van Billy Idol uit 1982. Het is de eerste single van zijn titelloze debuutalbum.
De originele versie uit 1982 werd vooral in Oostenrijk en Oceanië een hit. In 1988 werd er een remix uitgebracht die in meerdere landen de hitlijsten bereikte. In het Verenigd Koninkrijk bereikte deze versie de 13 positie. In de Nederlandse Top 40 werd een bescheiden 32e positie gehaald, en in de Vlaamse Radio 2 Top 30 een 19e.